# Gabriel Santana Pinto
Gabriel Santana Pinto (6 de enero de 1990) es un futbolista brasileño que juega como centrocampista.

## Trayectoria

### Clubes
| Club           | País   | Año         |
| -------------- | ------ | ----------- |
| Bahia          | Brasil | 2011 - 2012 |
| Flamengo       | Brasil | 2013 -      |
| Sport          | Brasil | 2018        |
| Kashiwa Reysol | Japón  | 2019 -      |